# Berlin-Rundfahrt
Die Tour de Berlin war ein Etappenrennen, das von 1953 bis 2016 jährlich in und um Berlin ausgetragen wurde.

## Geschichte
Das Etappenrennen entstand 1953 auf Initiative des ehemaligen Radrennfahrers Paul Szostak, der damals Pressewart des Berliner Radsport Verbandes war. Die ersten Ausgaben des Rennens wurden vom Verein BRC Endspurt organisiert. Bis 2000 fand die Veranstaltung unter dem Titel Berliner Etappenfahrt bzw. Berliner Vier-Etappenfahrt statt. Seit Einführung der UCI Europe Tour im Jahr 2005 war es Bestandteil dieser Rennserie und in die Kategorie 2.2U eingestuft. Das Rennen beinhaltete regelmäßig vier oder fünf Etappen, teilweise mit einem Prolog zu Beginn. Die Austragung des Jahres 2017 wurde aus organisatorischen Gründen abgesagt.
Weiterhin war das Rennen in die U23-Wertung der von 2006 bis 2009 ausgetragenen Internationalen Deutsche Meisterschaften integriert.

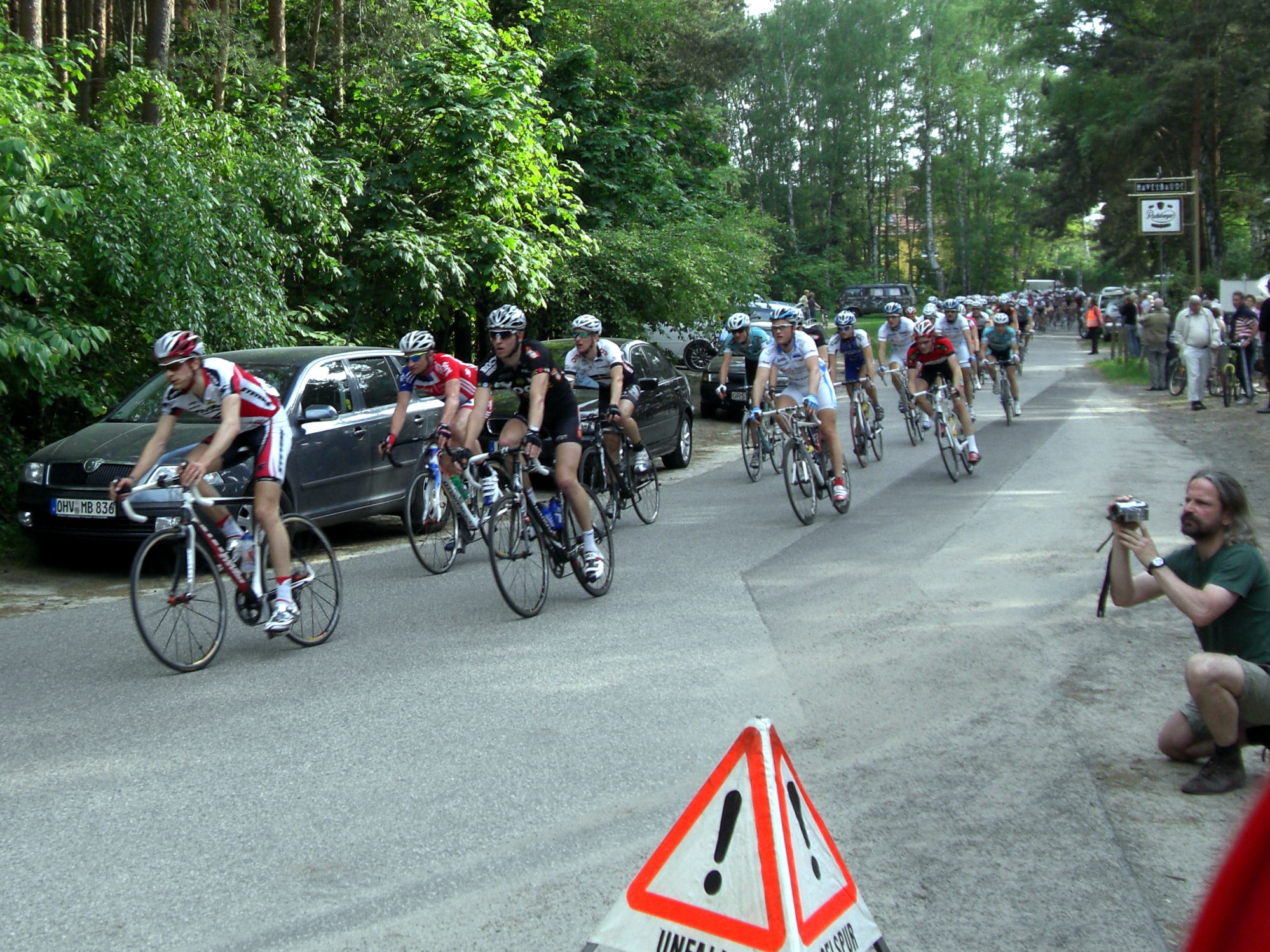
Tour de Berlin 2010 (Hauptfeld bei der 4. Etappe in der Hohen Neuendorfer Niederheide)

## Sieger

### Tour de Berlin
| - 2017 abgesagt - 2016 Rémi Cavagna - 2015 Steven Lammertink - 2014 Jochem Hoekstra - 2013 Mathias Møller Nielsen | - 2012 Nikias Arndt - 2011 Jasha Sütterlin - 2010 Marc Goos - 2009 Franz Schiewer - 2008 Travis Meyer - 2007 Michael Franzl | - 2006 Alex Rasmussen - 2005 Dominique Cornu - 2004 Tom Veelers - 2003 Andreas Dietziker - 2002 David Garbelli - 2001 Andreas Günther |

### Berliner Etappenfahrt
| - 2000 Bernard Bocian - 1999 Andreas Günther - 1998 Georgio Bosísio - 1997 Jan Karlsson - 1996 Guido Fulst - 1995 Jan Bo Petersen - 1994 Remigijus Lupeikis - 1993 Ralf Schmidt - 1992 Jan Bo Petersen - 1991 Steffen Wesemann* - 1990 Leo Peelen - 1989 Giovanni Lombardi - 1988 Eric Cent - 1987 Roland Günther - 1986 Remig Stumpf - 1985 Jeff Pierce | - 1984 Kim Eriksen - 1983 Morten Saether - 1982 Peter Becker - 1981 Michael Marx - 1980 Harry Hannus - 1979 Morten Saether - 1978 Volker Kassun - 1977 Rainer Podlesch - 1976 Rudolf Michalsky - 1975 Jürgen Kraft - 1974 Thorleif Andresen - 1973 Andreas Troche - 1972 Erwin Tischler - 1971 Burkhard Ebert - 1970 Verner Blaudzun - 1969 Burkhard Ebert | - 1968 Ortwin Czarnowski - 1967 Burkhard Ebert - 1966 Burkhard Ebert - 1965 Lutz Löschke - 1964 Paul Horn - 1963 Heinz Rüschhoff - 1962 Georges Vandenberghe - 1961 Roger De Breuker - 1960 Dieter Puschel - 1959 Hugo Verlinden - 1958 Emile Daems - 1957 Frans Aerenhouts - 1956 Herbert Dahlbom - 1955 Paul Maue - 1954 Wolfgang Grupe - 1953 Willy Irrgang |

*Steffen Wesemann nahm 2005 die Schweizer Staatsbürgerschaft an.

## Wiederaufnahme der Bezeichnung
2022 gab es eine Wiederaufnahme der Tour de Berlin in neuer Form: Unter dem Namen „Tour de Berlin | Int. Youngsters Race“ veranstaltete der Berliner Radsport Verband vom 19. bis zum 21. August 2022 Jugendradrennen. 2023 und 2024 gab es die Fortsetzung mit Etappen auf dem Tempelhofer Feld und am Olympiastadion mit rund 200 Teilnehmern aus mehreren Ländern der Altersklassen U13 und U15.